# Parménides García Saldaña
Parménides García Saldaña escucharⓘ (Orizaba, 9 de febrero de 1944-Ciudad de México, 19 de septiembre de 1982) fue un escritor mexicano, perteneciente a la corriente de la literatura de la Onda.
Escribió el guion de la película Pueblo fantasma (1966) y diversos artículos periodísticos aún no recopilados.
Según el portal Después de Avándaro, García Saldaña acuñó el famoso término hoyos fonkys para referirse a los lugares clandestinos donde la juventud de la década de 1970 escuchaba el rockanrol, más adelante llamado rock.

## Biografía
Parménides García Saldaña nació en Orizaba, Veracruz, el 9 de febrero de 1944 pero siempre vivió en la colonia Narvarte de la Ciudad de México, donde radicaban sus amigos a quienes incluye como personajes en su novela Pasto verde (1968).
Era de clase media, por lo que nunca tuvo problemas económicos. Siempre estuvo interesado en la literatura norteamericana, especialmente de Scott Fitzgerald, Hemingway, Mailer, Salinger y la poesía y actitud contracultural de los beatniks. Por influencia de su padre, tenía un gran interés en el marxismo. A Parménides le gustaba el Rock o Rockanrol, gustos musicales que sus padres no comprendían, ni el por qué de tanta rebeldía en su persona.
Debido a sus constantes problemas en la escuela, su padre decidió mandarlo a estudiar a Louisiana, Tulane University en Baton Rouge, donde se interesó por la marginalidad contracultural de ese país. A su regreso a México, ingresó a la Escuela de Economía de la UNAM, pero después la dejó para dedicarse a salir con sus amigos, leer y escribir cuentos.
Conocía al crítico Emmanuel Carballo, quien revisó algunos de sus cuentos que más tarde conformarían el material para su libro El rey criollo (1970). Además conocía al actor Arsenio Campos, personaje que incluye en su novela Pasto verde que era uno de sus amigos de "reventón". Colaboró con los escritores Juan Tovar y Ricardo Vinós, para escribir una adaptación del cuento "Pueblo fantasma" (de Juan Tovar), con el que obtuvieron el tercer lugar en un concurso de guiones, en donde ganó Los Caifanes de Carlos Fuentes y Juan Ibáñez. También era muy amigo y discípulo de Elena Poniatowska, quien escribe sobre su relación con Parménides en un texto llamado ¡Ay vida, no me mereces!.
Incluso fue amigo y mentor de Álex Lora, del Tri y de Fito de la Parra, baterista de Canned Heat, quien le enseñó el blues.
Como todos sus contemporáneos[cita requerida], le gustaban el alcohol y las drogas, principalmente el alcohol, causa de su muerte. Se dice que le bastaba consumir un poco de drogas para ponerse “hasta atrás" y que "le hacían mal”, a lo que el constante consumo provocó que sus padres lo ingresaran a un hospital psiquiátrico. Su amigo Manuel Acosta narra sobre una ocasión en que Parménides consumió LSD y comenta que "el que se lo dio, en realidad le dio una aspirina".
Su novela Pasto Verde coincide con su cambiante personalidad, por ejemplo, irrumpía en eventos literarios en compañía de sus amigos de la Narvarte. En una de esas ocasiones fue durante una reunión de Carlos Fuentes. También solía insultar a los policías, por lo que fue encarcelado en varias ocasiones. De estas experiencias surgió su cuento "De barbas".
Con Pasto verde, originalmente llamada La onda, participó en un concurso de primeras novelas organizado por la Editorial Diógenes, en donde no ganó pero provocó un gran interés.
Después de continuos ingresos a clínicas psiquiátricas, en 1975 Joaquín Mortiz le publicó su libro de poemas Mediodía.
Posteriormente, el autor se sintió inconforme debido a que su editorial tardó en publicar el libro En algún lugar del Rock (El Callejón del Blues), renunciando así a la editorial. El libro se publicó años después de su muerte, sin embargo algunos críticos comentan que es una mala edición; según José Agustín, contiene textos comparables a José Revueltas.
Se cuenta que sufría de ataques de ira con los que destruyó pertenencias de su casa y que en otras ocasiones, inclusive intentó agredir a su madre. Su padre lo llevó a prisión en donde estuvo recluido por algún tiempo hasta finales del decenio de 1970.
Existe una excelente investigación que sobrevive de los artículos del periódico Excélsior, publicada por uno de los alumnos de René Avilés Fabila en donde se narran los últimos momentos de vida de Parménides. Magdalena Saldaña, doctora en Literatura Inglesa, colaboró con el proyecto debido al gran aprecio que sentía por el escritor y por su extraordinaria inteligencia y genialidad, además de compartir el gusto de leer a Shakespeare en inglés.
El 19 de septiembre de 1982, en la Ciudad de México, Parménides García Saldaña murió en soledad a causa de una pulmonía. Investigaciones muestran el deterioro de su salud a la que por voluntad propia fue minando. Como se puede leer en los artículos publicados de manera póstuma en el periódico Excélsior, el escritor falleció en un cuarto de la colonia Polanco que sus padres habían adquirido para él, pues ya era muy difícil sobrellevarlo; murió enfermo y escribiendo. Sólo sus padres velaron por él. Sus seguidores de culto expresan que la única enfermedad y exceso de Parménides, apodado "El Rey de la Onda", era la literatura.
Actualmente, Edmundo García Saldaña, hermano del autor y en colaboración con la escritora Valentina Tolentino Sanjuán, publica las obras de Parménides, a través de la casa editorial Editores y Viceversa (2015).
Su obra más conocida es El rey criollo, libro de cuentos cortos que desde el año 1970 no se ha dejado de publicar. En general, los libros de Parménides García Saldaña se han mantenido muy poco editados y, según proclaman sus admiradores, el autor y sus obras son todo un mito.

## Obras
- Pasto verde. Diógenes, México, 1968.
- El rey criollo. Diógenes, México, 1970.
- En la ruta de la Onda, Diógenes, México, 1972.
- Mediodía. Joaquín Mortiz, México, 1975.
- En algún lugar del rock. El callejón del blues. Top Editores, México, 1993.
- El callejón del blues revisited. Editores y Viceversa, México, 2015.